# Порденоне (футбольный клуб)
Порденоне Кальчо (итал. Pordenone Calcio) или просто Порденоне — итальянский футбольный клуб из города Порденоне, в области Фриули — Венеция-Джулия. Домашние матчи команда проводит на стадионе Оттавио Боттеккья, вмещающем 3 089 зрителей. С 2022 года клуб выступает в итальянской Серии C.

## История
Клуб был основан в 1920 году как Футбольный клуб Порденоне (итал. Football Club Pordenone).
По итогам сезона 2007/08 клуб выиграл группу региона Фриули — Венеция-Джулия лиги Эччеленца (пятый уровень в системе футбольных лиг Италии) и вышел в Серию D. Спустя шесть лет «Порденоне» (в 2014 году) пробился и в новообразованную Профессиональную лигу, заняв первое место в группе С Серии D. В дебютном сезоне в третьей по значимости лиге Италии команда вынуждена была играть в матчах на вылет, где в матчах за сохранение места в лиге ей противостояла «Монца». «Порденоне» проиграл ей оба матча с общим счётом 3:8. Однако перед стартом сезона 2015/2016 команде было дано право продолжить выступать в Про-лиге из-за ряда банкротств и понижений других клубов лиги.
В 2016 году «Порденоне» получил право играть в плей-офф за выход в Серию B, заняв второе место в группе А, но в полуфинале проиграл «Пизе» (0:3 в гостях и 0:0 дома). Спустя год «Порденоне» вновь в полуфинале того же турнира уступил «Парме» в серии пенальти.
12 декабря 2017 года «Порденоне» играл против миланского «Интернационале» в рамках Кубка Италии на Сан-Сиро. Команда Серии С смогла выстоять в течение 120 минут, но всё же уступила именитому противнику в серии пенальти 4:5. Тогда прославился и клубный твиттер, чьи сообщения в тот день разошлись на мемы. Сезон же в Серии С «Порденоне» завершил на девятом месте и проиграл в первом раунде плей-офф за выход в Серию B «ФеральпиСало» со счётом 1:3.
В 2019 году Порденоне вышел в серию В.

## Состав
По состоянию на 22 июня 2020 года. Источник: Список игроков на transfermarkt.com Архивная копия от 25 июля 2020 на Wayback Machine
| №              | Игрок               | Страна   | Дата рождения             | Бывший клуб                |         |         |
| Вратари        | Вратари             | Вратари  | Вратари                   | Вратари                    | Вратари | Вратари |
| -------------- | ------------------- | -------- | ------------------------- | -------------------------- | ------- | ------- |
| 1              | Джакомо Бинди       | Италия   | 2 января 1987 (38 лет)    | Падова                     |         |         |
| 22             | Микеле Ди Грегорио  | Италия   | 27 июля 1997 (27 лет)     | В аренде из Интернационале |         |         |
| Защитники      |                     |          |                           |                            |         |         |
| 3              | Микеле Де Агостини  | Италия   | 27 ноября 1983 (41 год)   | Прато                      |         |         |
| 4              | Мирко Стефани       | Италия   | 25 января 1984 (41 год)   | Мессина                    |         |         |
| 5              | Алессандро Вольякко | Италия   | 14 сентября 1998 (26 лет) | Ювентус                    |         |         |
| 6              | Альберто Баризон    | Италия   | 3 августа 1994 (30 лет)   | Бассано                    |         |         |
| 11             | Даниэль Семендзато  | Италия   | 11 января 1987 (38 лет)   | Катания                    |         |         |
| 20             | Андреа Гасбарро     | Италия   | 7 января 1995 (30 лет)    | В аренде из Ливорно        |         |         |
| 25             | Лука Дзанон         | Италия   | 4 июля 1996 (29 лет)      | Фиорентина                 |         |         |
| 26             | Алессандро Бассоли  | Италия   | 19 июня 1990 (35 лет)     | Кьево                      |         |         |
| 29             | Альберто Альмичи    | Италия   | 11 января 1993 (32 года)  | В аренде из Вероны         |         |         |
| 31             | Микеле Кампорезе    | Италия   | 19 мая 1992 (33 года)     | Фоджа                      |         |         |
| Полузащитники  |                     |          |                           |                            |         |         |
| 7              | Давиде Гавацци      | Италия   | 7 мая 1986 (39 лет)       | Авеллино                   |         |         |
| 8              | Сальваторе Буррай   | Италия   | 26 мая 1987 (38 лет)      | Сиена                      |         |         |
| 10             | Лукас Кьяретти      | Бразилия | 22 сентября 1987 (37 лет) | Фоджа                      |         |         |
| 14             | Симоне Паза         | Италия   | 21 января 1994 (31 год)   | Читтаделла                 |         |         |
| 18             | Давиде Маццокко     | Италия   | 6 октября 1995 (29 лет)   | В аренде из СПАЛа          |         |         |
| 21             | Джанвито Мизурака   | Италия   | 2 апреля 1990 (35 лет)    | Бассано                    |         |         |
| 23             | Лука Тремолада      | Италия   | 25 ноября 1991 (33 года)  | Брешиа                     |         |         |
| 24             | Томмазо Побега      | Италия   | 15 июля 1999 (26 лет)     | В аренде из Милана         |         |         |
| 30             | Роберто Дзаммарини  | Италия   | 5 июля 1996 (29 лет)      | В аренде из Пизы           |         |         |
| Нападающие     |                     |          |                           |                            |         |         |
| 9              | Лука Стриццоло      | Италия   | 29 апреля 1992 (33 года)  | В аренде из Кремонезе      |         |         |
| 13             | Патрик Чурриа       | Италия   | 9 февраля 1995 (30 лет)   | Специя                     |         |         |
| 27             | Леонардо Канделлоне | Италия   | 15 сентября 1997 (27 лет) | В аренде из Торино         |         |         |
| 28             | Риккардо Бокалон    | Италия   | 3 марта 1989 (36 лет)     | В аренде из Венеции        |         |         |
| Главный тренер |                     |          |                           |                            |         |         |
|                | Аттилио Тессер      | Италия   | 10 июня 1958 (67 лет)     | Кремонезе                  |         |         |